# Sandycombe Lodge
Sandycombe Lodge est le nom donné à la maison de J. M. W. Turner qui est située au 40 Sandycoombe Road à Twickenham dans le Borough londonien de Richmond upon Thames. Conçue et construite en 1813 par l'artiste, la maison est un monument classé de Grade II* au Royaume-Uni. En 2016, le bâtiment est dégradé et nécessite des travaux.